# Nuevo Palantla
Nuevo Palantla är en ort i Mexiko.   Den ligger i kommunen San Juan Bautista Valle Nacional och delstaten Oaxaca, i den sydöstra delen av landet, 400 km sydost om huvudstaden Mexico City. Nuevo Palantla ligger 67 meter över havet och antalet invånare är 105.
Terrängen runt Nuevo Palantla är huvudsakligen kuperad, men åt sydost är den bergig. Nuevo Palantla ligger nere i en dal. Runt Nuevo Palantla är det ganska glesbefolkat, med 47 invånare per kvadratkilometer. Närmaste större samhälle är San Juan Bautista Valle Nacional, 4,6 km väster om Nuevo Palantla. I omgivningarna runt Nuevo Palantla växer i huvudsak städsegrön lövskog.